# Giuseppe Picella
Giuseppe Picella (L'Aquila, 7 febbraio 1945) è un ex calciatore italiano, di ruolo centrocampista.

## Caratteristiche tecniche
Era un classico centrocampista, che esprimeva il meglio di sé giocando in mediana; si mostrava inoltre duttile in fase di regia nonché opportunista al limite dell'area, non disdegnando la via del gol.

## Carriera
Cresce calcisticamente nella squadra della sua città, L'Aquila, con cui disputa da titolare il campionato di Serie C 1967-1968. Viene poi acquistato dalla Reggiana, con cui disputa tre campionati di Serie B e uno di C (nella stagione 1970-1971, concluso con l'immediato ritorno fra i cadetti).
Nell'annata 1972-1973 passa all'Atalanta, facendo il suo esordio in Serie A. La stagione con i bergamaschi non è tuttavia delle più fortunate sia sul piano personale (non riesce a imporsi come titolare, scendendo in campo in soli 9 incontri di campionato) sia su quello di squadra, che retrocede in B.
Passa quindi al Perugia, sempre in cadetteria, con cui nel 1974-1975 vince il campionato centrando la prima promozione assoluta dei grifoni umbri nella massima categoria; Picella fu il capitano di quella squadra, venendo ricordato come uno dei principali artefici dello storico risultato.
Dopo un'altra annata coi colori biancorossi in A, con 5 presenze all'attivo, viene ceduto alla Pistoiese dove contribuisce (con 31 presenze e 2 reti all'attivo) alla promozione dei toscani dalla C alla B.
In carriera ha collezionato complessivamente 14 presenze in Serie A, e 184 presenze e 11 reti in Serie B.

## Palmarès
- Campionato italiano Serie C: 2

Reggiana: 1970-1971 (girone A)
Pistoiese: 1976-1977 (girone B)
- Campionato italiano di Serie B: 1

Perugia: 1974-1975